# The Jacket
Pour les articles homonymes, voir Camisole de force (homonymie) et Jacket.
Pour plus de détails, voir Fiche technique et Distribution.
The Jacket, ou La Camisole de force au Québec, est un thriller psychologique américain sorti en 2005, réalisé par John Maybury et mettant en vedette Adrien Brody, Keira Knightley et Jennifer Jason Leigh.

## Synopsis
Après avoir miraculeusement survécu à une balle dans la tête, le vétéran de la guerre du Golfe Jack Starks (joué par Adrien Brody) revient dans le Vermont souffrant d'amnésie. Il rencontre alors une petite fille nommée Jackie et sa mère alcoolique. Lors d'une altercation entre un homme l'ayant embarqué en stop et un policier, Jack Starks est accusé, à tort, de l'assassinat de l'officier de police. Puisqu'il souffre d'amnésie post-traumatique et qu'il ne peut décrire la véritable scène du meurtre, il est incarcéré dans un établissement psychiatrique en l'année 1992.
Dans l'hôpital, Starks devient sujet aux expériences du Docteur Becker, un psychiatre : Régulièrement, on injecte des drogues expérimentales dans le corps de Starks, qui est mis dans une sorte de camisole de force, the jacket ; il est ensuite enfermé à clef dans un tiroir de morgue, sur des périodes variant de quelques heures à des nuits entières. Il s'aperçoit durant ces longs moments d'enfermement qu'il a des visions. Des visions sur des moments qu'il a oubliés du fait de son amnésie, mais aussi des projections dans le futur, en l'année 2007.
Lors de ses voyages en l'an 2007, Starks rencontre Jackie (jouée par Keira Knightley), qui mène alors une vie misérable, et tous deux tombent amoureux. Ensemble, ils tentent d'élucider le mystère de la mort de Jack, survenue en 1993. Puis, avant de mourir, Jack se sert des informations acquises dans le futur afin d'améliorer la vie de la femme qu'il aime.

## Fiche technique
- Titre : The Jacket
- Titre au Québec : La Camisole de force
- Réalisation : John Maybury
- Scénario : Massy Tadjedin, d'après une histoire de Tom Bleecker et Marc Rocco
- Production : George Clooney, Peter Guber et Steven Soderbergh
- Budget : 29 millions de dollars
- Musique : Brian Eno
- Photographie : Peter Deming
- Montage : Emma E. Hickox (en)
- Décors : Alan MacDonald
- Costumes : Douglas Hall
- Sociétés de production : Mandalay Pictures, Warner Independent Pictures, 2929 Productions, Section Eight, Rising Star, VIP 2 Medienfonds, VIP 3 Medienfonds
- Sociétés de distribution : Warner Independent Pictures (États-Unis), Warner Bros.(États-Unis et Royaume-Uni), ARP Sélection (France)
- Pays de production :  États-Unis,  Allemagne
- Langue : Anglais
- Format : Couleurs - 2,35:1 - Dolby Digital - 35 mm
- Genre : Film de science-fiction, Film fantastique, Thriller
- Durée : 103 minutes
- Dates de sortie : 
  - États-Unis : 23 janvier 2005 (festival de Sundance)
  - États-Unis : 4 mars 2005
  - France, Suisse : 24 août 2005
  - Belgique : 2 novembre 2005
- Film interdit aux moins de 12 ans lors de sa sortie en France

## Distribution
- Adrien Brody (V. F. : Stéphane Ronchewski; V. Q. : François Sasseville) : Jack Starks
- Keira Knightley (V. F. : Agathe Schumacher ; V. Q. : Catherine Sénart) : Jackie Price
- Kris Kristofferson (V. F. : Patrick Messe ; V. Q. : Hubert Gagnon) : Docteur Thomas Becker
- Jennifer Jason Leigh (V. F. : Charlotte Valandrey ; V. Q. : Aline Pinsonneault) : Docteur Lorenson
- Daniel Craig (V. F. : Éric Etcheverry ; V. Q. : Daniel Picard) : Rudy Mackenzie
- Brendan Coyle (V. F. : Jean-François Vlérick) : Damon
- Steven Mackintosh (V. F. : Philippe Valmont ; V. Q. : Benoit Éthier) : Dr Hopkins
- Kelly Lynch (V. Q. : Anne Bédard) : Jean Price
- Mackenzie Phillips (V. F. : Claudine Monfrais) : l'infirmière Harding
- Tara Summers (V. F. : Catherine Artigala) : l'infirmière Nina
- Laura Marano (V. F. : Juliette Buchez) : Jackie enfant
- Brad Renfro (V. Q. : Yves Soutière) : l'étranger
- Jason Lewis : le policier
- Angelo Andreou : l'enfant irakien et Babak
- Angus MacInnes : le juge
- Garrick Hagon : l'avocat de la défense
- Colin Stinton : le président du jury

Sources et légendes : Version française (V. F.) sur Voxofilm et RS Doublage Version québécoise (V. Q.) sur Doublage Québec

## Accroches
Accroche sur l'affiche américaine du film : Terror has a new name.
Accroche sur l'affiche française du film : J'avais 27 ans la première fois que je suis mort.

## Analyse

### Vrai meurtrier
- Starks rencontre un jeune type qui accepte de le prendre en auto-stop. Un policier les arrête, et ce type tue le policier qui touche Starks d'une balle en essayant de se défendre. Laissé pour mort, il est jugé et interné au centre psychiatrique. Dans ce centre, il va rencontrer Rudy Mackenzie, un gars paumé qui s'est enfermé deux mois chez lui, après la séparation de son couple.
- L'anecdote se trouve dans le fait que, lorsque Starks chute sur la glace, et se fracasse le crâne, on peut voir Rudy regardant Starks avec dans la main une ficelle verte. Quelques minutes après, quand Starks raconte son histoire et qu'on le met à la morgue, on voit une scène du jeune type qui a tiré sur le policier, assis dans un bar. Si vous regardez bien, il joue avec une ficelle verte. La même que Rudy. On peut en conclure que c'est Rudy l'assassin du policier. Rudy aussi voyage dans le temps, et il est possible que, de ce fait, il ait commis le crime du policier, en toute impunité. Sachant qu'il reviendrait à la morgue, quoi qu'il arrive.

## Dans la culture populaire

### Films cinématographiques sur les mêmes thèmes
- The Jacket est une inversion du thème du voyage dans le temps dans le film de 2004, L'Effet papillon. Au lieu du déplacement dans le passé pour modifier le présent, Starks voyage dans le futur pour modifier le passé.
- Le synopsis du film L'Échelle de Jacob de 1990 possède un certain nombre de similitudes avec The Jacket. Les protagonistes des deux films ont des expériences de quasi-mort tout en servant dans l'armée, et les deux expériences leur créent des désordres post-traumatiques d'ordre psychologique.
- Les scènes de thérapie de groupe, au sein de l'hôpital, font penser aux scènes du film Vol au-dessus d'un nid de coucou de 1975.
- The Jacket présente également un certain nombre de similitudes avec le film Eternal Sunshine of the Spotless Mind de Michel Gondry (2004). Les deux histoires font intervenir des personnages principaux qui sont chamboulés par leur perte de mémoire et qui vont se lancer dans une recherche d'identité. Dans les deux films, un côté surnaturel et angoissant intervient très tôt dans le film. Enfin, les deux réalisateurs se rejoignent dans leur quête d'esthétisme : au-delà de l'histoire, les deux films sont une succession de scènes épurées qui plongent le spectateur dans une ambiance à la fois troublante et envoûtante.

### Livres
Ce film présente des similitudes avec le roman Le Vagabond des Étoiles de Jack London où le héros, un prisonnier condamné à mort pour un délit qu'il n'a pas commis, se voit habillé d'une camisole de force pendant des dizaines de jours. Pour oublier les douleurs que cette dernière procure, il se met dans un état second, comme mort (son esprit sort de son corps), ce qui lui permet de revivre ses différentes vies antérieure, de la préhistoire en passant par le XVIIIe siècle jusqu'à nos jours.